# Kreis Pregassona
Der Kreis Pregassona bildete bis am 31. Dezember 2004 zusammen mit den Kreisen Agno, Breno, Capriasca, Carona, Ceresio, Lugano West, Lugano Ost, Magliasina, Sessa, Taverne und Vezia den Bezirk Lugano des Schweizer Kantons Tessin. Der Sitz des Kreisamtes war in Pregassona. 
Aufgrund der Fusion aller seiner Gemeinden mit der Stadt Lugano wurde der Kreis Pregassona obsolet und mit Dekret vom 8. November 2004 auf den 31. Dezember 2004 aufgelöst. Zwischen 2005 und 2013 gehörte das ehemalige Kreisgebiet zum Kreis Lugano Ost (da es östlich des Flusses Cassarate liegt). 
Ab der Gründung des neuen Kreises Lugano Nord wurde das Territorium der ehemaligen Gemeinde Davesco-Soragno dem neuen Kreis zugeteilt, der Rest des ehemaligen Kreises Pregassona verblieb beim Kreis Lugano Ost.

## Gemeinden
Der Kreis setzte sich bei der Auflösung aus folgenden Gemeinden zusammen:
Cureggia, Davesco-Soragno, Gandria, Pregassona und Viganello.